# Europejskie Igrzyska Halowe w Lekkoatletyce 1967 – skok w dal kobiet
Skok w dal kobiet – jedna z konkurencji technicznych rozgrywanych podczas lekkoatletycznych europejskich igrzysk halowych w hali Sportovní hala w Pradze. Kwalifikacje zostały rozegrane 11 marca, a finał 12 marca 1967. Zwyciężyła reprezentantka Norwegii Berit Berthelsen. Tytułu zdobytego na poprzednich igrzyskach nie broniła Tatjana Szczełkanowa ze Związku Radzieckiego.

## Rezultaty

### Kwalifikacje
W kwalifikacjach wzięło udział 11 zawodniczek.
Opracowano na podstawie materiału źródłowego.
| Poz. | Zawodniczka          | Reprezentacja  | #1   | #2   | #3   | Rezultat | Uwagi |
| ---- | -------------------- | -------------- | ---- | ---- | ---- | -------- | ----- |
| 1.   | Tatjana Tałyszewa    | ZSRR           | x    | 6,33 | x    | 6,33     | Q     |
| 2.   | Berit Berthelsen     | Norwegia       | 6,09 | 6,29 | x    | 6,29     | Q     |
| 3.   | Viorica Viscopoleanu | Rumunia        | 6,27 | x    | –    | 6,27     | Q     |
| 4.   | Corrie Bakker        | Holandia       | 6,01 | x    | 6,16 | 6,16     | Q     |
| 5.   | Meta Antenen         | Szwajcaria     | 5,77 | 5,80 | 6,15 | 6,15     | Q     |
| 6.   | Heide Rosendahl      | RFN            | 6,06 | 6,13 | 6,04 | 6,13     | Q     |
| 7.   | Ulla Olsson          | Szwecja        | x    | 4,47 | 5,95 | 5,95     |       |
| 8.   | Eva Kucmanová        | Czechosłowacja | 5,77 | 5,60 | 5,89 | 5,89     |       |
| 9.   | Libuša Kladeková     | Czechosłowacja | ?    | ?    | ?    | 5,78     |       |
| 10.  | Iwanka Dimowa        | Bułgaria       | 5,73 | x    | 5,51 | 5,73     |       |
| 11.  | Đurđa Fočić          | Jugosławia     | x    | x    | 5,01 | 5,01     |       |

### Finał
Opracowano na podstawie materiału źródłowego.
| Poz. | Zawodniczka          | Reprezentacja | Próby | Próby | Próby | Próby | Próby | Próby | Wynik |
| Poz. | Zawodniczka          | Reprezentacja | 1     | 2     | 3     | 4     | 5     | 6     | Wynik |
| ---- | -------------------- | ------------- | ----- | ----- | ----- | ----- | ----- | ----- | ----- |
| 01 ! | Berit Berthelsen     | Norwegia      | 6,24  | 6,51  | x     | 6,26  | 6,07  | x     | 6,51  |
| 02 ! | Heide Rosendahl      | RFN           | x     | 6,41  | x     | x     | 6,07  | 6,33  | 6,41  |
| 03 ! | Viorica Viscopoleanu | Rumunia       | x     | 6,25  | x     | x     | 6,40  | x     | 6,40  |
| 4.   | Tatjana Tałyszewa    | ZSRR          | x     | x     | 5,03  | x     | 6,17  | 6,26  | 6,26  |
| 5.   | Meta Antenen         | Szwajcaria    | 6,11  | 6,01  | 6,06  | x     | 6,11  | 6,05  | 6,11  |
| 6.   | Corrie Bakker        | Holandia      | 6,06  | x     | x     | 5,55  | x     | x     | 6,06  |